# Південносаамська мова
Південносаамська мова — найпівденно-західніша з саамська мов. Знаходиться під загрозою зникнення. З 1200 етнічних південних саамів, що проживають у Норвегії і Швеції, носіями мови є приблизно шістсот осіб.
У Норвегії мова поширена в комунах Гаттф'єлльдал і Вефсн; у Швеції — у комунах Вільгельміна, Гередален, Ельвдален.

## Писемність
Південносаамська мова входить у шістку саамських мов, що мають офіційну писемність. Незважаючи на це, кількість літератури на мові невелика. Видано великий південносаамсько-норвезький словник.
Використовується латинський алфавіт: A/a, B/b, D/d, E/e, F/f, G/g, H/h, I/i, (Ï/ï), J/j, K/k, L/l, M/m, N/n, O/o, P/p, R/r, S/s, T/t, U/u, V/v, Y/y, Æ/æ, Ø/ø, Å/å.
Ä/ä є варіантом Æ/æ, Ö/ö — Ø/ø. Літери Ä/ä і Ö/ö використовується у Швеції, а Æ/æ і Ø/ø — у Норвегії, що збігається з їх використанням у шведській і норвезькій мовах. Ï/ï є заднім варіантом I/i, і в багатьох текстах ця різниця не позначається.
Букви C/c, Q/q, W/w, X/x, Z/z використовуються в словах іноземного походження.